# Delhi Capitale
Delhi Capitale est un essai de l'auteur indo-britannique Rana Dasgupta, paru en 2014 en version anglaise et traduit en français en 2016.

## Résumé
À travers des témoignages et divers documents, il traite de l'histoire de la capitale indienne depuis plusieurs siècles, en insistant particulièrement sur la période s'étendant de la partition des Indes britanniques de 1947 jusqu'à nos jours. Il y décrit comment, malgré une forme de capitalisme d'État, les classes les plus aisées ont continué à s'enrichir et les plus défavorisées à s'enfoncer toujours plus dans la misère des bidonvilles, de manière lente mais effective. Puis, il montre comment le processus s'est accéléré après la libéralisation des années 1990, créant ainsi un fossé infranchissable entre les plus riches d'un côté et les plus pauvres de l'autre, alors que la ville ne cessait de s'agrandir en surface et en nombre d'habitants venus des campagnes.